# Sok trzustkowy

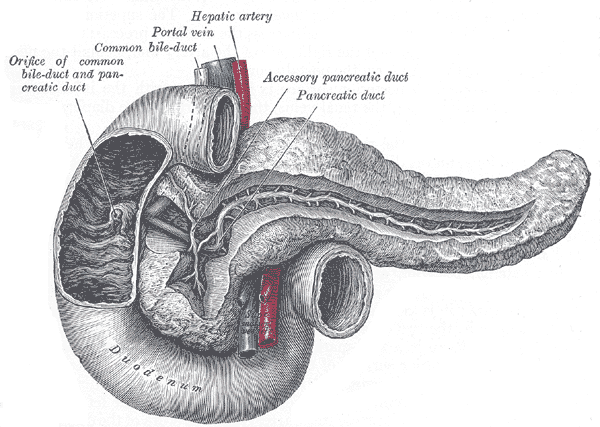
Przewód trzustkowy i jego ujście do dwunastnicy

Sok trzustkowy – przeźroczysta, bezbarwna, płynna wydzielina zewnątrzwydzielniczej (gruczołowej) części trzustki, jeden z soków trawiennych. Jego podstawową rolą jest trawienie składników pokarmowych: białek, węglowodanów i tłuszczów (przy udziale żółci). Trawienie odbywa się za pomocą obecnych w wydzielinie trzustki enzymów trawiennych. Z uwagi na swój zasadowy charakter (pH 7,1–8,4), neutralizuje kwaśną treść pokarmową dostającą się z żołądka do dwunastnicy, co zapewnia optymalne pH dla działania enzymów.
W ciągu doby trzustka produkuje ok. 2 litrów soku trzustkowego. W okresie pomiędzy posiłkami wydzielanie wynosi ok. 0,2–0,3 ml/min, ale w wyniku bodźców stymulujących może wzrosnąć do ponad 3 ml/min. Dostaje się on do dwunastnicy przez przewód trzustkowy główny (Wirsunga) i dodatkowy (Santoriniego). Wydzielanie soku trzustkowego pozostaje pod kontrolą mechanizmów hormonalno-nerwowych. Dwa najważniejsze hormony mające wpływ na regulację jego produkcji to sekretyna i cholecystokinina. Ważnym bodźcem do ich wydzielania jest przedostanie się do dwunastnicy kwaśnej treści żołądka pH poniżej 4,5–5. Część przywspółczulna autonomicznego układu nerwowego, przede wszystkim za pomocą nerwu błędnego także wpływa na wydzielanie trzustkowe i koordynację mechanizmów trawienia na różnych piętrach przewodu pokarmowego.
Amylaza i lipaza są produkowane w postaci aktywnej, ale enzymy proteolityczne – jako nieczynne proenzymy, które ulegają uczynnieniu dopiero w świetle jelita. Patologiczne uczynnienie tych enzymów jeszcze w obrębie trzustki prowadzi do ciężkiej, niekiedy śmiertelnej choroby – ostrego zapalenia trzustki.

## Skład
Składa się przede wszystkim z wody, wodorowęglanów, elektrolitów oraz enzymów trawiennych (niektóre w postaci nieaktywnych proenzymów):
- lipaza trzustkowa
- α-amylaza
- trypsyna
- chymotrypsyna A i B
- nukleazy
- elastaza
- karboksypeptydazy A i B
- fosfolipaza A i B
- esterazy (np. esteraza cholesterolu)

Sok trzustkowy zawiera także:
- wodę
- wodorowęglany
- jony sodowe, potasowe, wapniowe, magnezowe
- niewielkie ilości mocznika, kwasu moczowego